# Bundesstraße 76
Pour les articles homonymes, voir B76 et Route 76.
La Bundesstraße 76 (abrégé en B 76) est une Bundesstraße reliant Schleswig à Lübeck.

## Localités traversées
- Schleswig
- Eckernförde
- Gettorf
- Kiel
- Preetz
- Plön
- Eutin
- Scharbeutz
- Timmendorfer Strand
- Travemünde